# 1583 Antilochus
1583 Antilochus é um asteroide troiano de Júpiter. Foi descoberto em 19 de setembro de 1950 por Sylvain Julien Victor Arend.